# Solanum hoehnei
Solanum hoehnei är en potatisväxtart som beskrevs av Conrad Vernon Morton. Solanum hoehnei ingår i släktet skattor som ingår i familjen potatisväxter. Inga underarter finns listade i Catalogue of Life.